# Number 1's (album de Mariah Carey)
Cet article concerne l'album de Mariah Carey. Pour l'album de Destiny's Child, voir Number 1's.
Pour les articles homonymes, voir Number Ones (homonymie).
Singles
#1's est la première compilation de l'artiste américaine Mariah Carey et sort le 17 novembre 1998 sous le label Columbia Records. Elle contient les treize numéros un de Carey du Billboard Hot 100 et quatre nouvelles chansons. Au Japon, #1's sort avec All I Want for Christmas Is You, qui est le single de Carey le plus vendu dans ce pays. Si l'album a toutes les caractéristiques d'un best of, Carey exprime sa déception et le considère comme une collection de ses singles les plus commerciaux. Elle estime que #1's est une compilation traditionnelle, alors qu'elle voulait inclure des chansons qui n'étaient pas numéro un, importantes pour sa carrière. Elle a régulièrement exprimé sa colère envers le choix des chansons et sur l'omission de ses chansons favorites.
Depuis sa sortie, la compilation reçoit des critiques mitigées du fait des nouvelles chansons et de la décision de ne garder que les numéros un aux États-Unis. Même si les critiques ne sont pas très bonnes, le best of connaît beaucoup de succès. Il entre à la quatrième place dans le Billboard 200 et est numéro un au Japon. #1's est certifiée cinq fois disque de platine par la Recording Industry Association of America (RIAA) pour la vente de cinq millions d'exemplaires. En dehors du pays, l'album a un immense succès au Japon où il se vend à 3 250 000 exemplaires dans les trois mois qui suivent sa sortie. La compilation est certifiée pour trois millions d'exemplaires vendus et est l'album le plus vendu au Japon par une artiste non asiatique. En Europe, #1's est certifiée double disque de platine par l'International Federation of the Phonographic Industry (IFPI) pour la vente de 2 millions d'exemplaires à travers le continent.
Quatre singles accompagnent la sortie de l'album. Le premier est Sweetheart, un duo avec Jermaine Dupri. La chanson atteint le top 20 en Allemagne et en Suisse. Le single suivant est When You Believe, un duo avec Whitney Houston. La chanson atteint la quinzième place du Billboard Hot 100. En Europe, elle est numéro deux en Espagne, Norvège, Suède et Suisse et atteint le top 5 en Belgique, France, Pays-Bas et Royaume-Uni. Le titre qui est extrait de la bande originale du film Le Prince d'Égypte, reçoit l'Oscar de la meilleure chanson originale. Les ventes de #1's sont plus importantes que prévu. Grâce à ses ventes, elle est considérée comme ayant une grande influence sur les autres compilations[réf. nécessaire].

## Genèse et titre de l'album
Mi-1998, après la sortie de l'album Butterfly (1997), Carey est en train de se consacrer au tournage d'un film et l'enregistrement d'une bande originale intitulés All That Glitters. Au milieu du projet, il y a des problèmes avec All That Glitters et Carey doit faire une pause dans la production. Durant cette période, Carey s'embarque dans une tournée pour Butterfly dont les ventes continuent à augmenter. Cependant les dirigeants de Sony Music, la société parente de Columbia Records, veulent préparer un best of pour la saison de Noël. Carey accepte, n'ayant pas le temps de préparer un nouvel album. Cependant, ils ne sont pas d'accord sur le choix des chansons du best of. Sony veut une compilation qui ne présente que ses numéros un, sans nouvelles chansons, Carey pense qu'une compilation doit présenter ses chansons les plus personnelles et ses favorites, non les plus commerciales. Pour accompagner ses treize numéros un, elle enregistre quatre chansons. Elle estime que ne pas présenter de nouvelles chansons trahirait ses fans donc il faut de nouvelles chansons. Carey exprime souvent sa colère envers la sélection des chansons et sa déception envers l'omission de ses chansons favorites.
« Tout le monde l'a balancé parce que je ne voulais pas compromettre quelqu'un car je n'acceptais pas cette collection de numéros un. Ce n'est pas vrai. Je ne voulais pas « casser la série ». Ma série est brisée depuis bien longtemps. Je n'ai jamais eu de série. J'ai eu cinq numéros un et puis j'ai eu des disques qui n'ont pas été numéro un. Seulement, je voulais Breakdown avec Bone-Thugs-N-Harmony. C'était un projet. La sortir. J'ai toujours été contrariée que Breakdown n'ait jamais eu cette chance ».
Carey voulait que le choix de la composition du best of soit rapide et Sony l'intitule #1's, une collection de ses numéros un. Carey cite souvent Underneath the Stars (1996) et Breakdown (1998) comme des chansons avec lesquelles elle n'a pas eu de succès. Dans le livret, Carey dit qu'elle sort une collection de ses numéros un comme un « remerciement » et un hommage à ses fans et explique qu'un jour elle sortira une vraie compilation avec des chansons qui ne sont pas forcément sorties en singles et d'autres qui n'auront pas atteint la première place. En 2001, Columbia sort Greatest Hits, une compilation avec des chansons qui sont arrivées numéro un et d'autres qui « devaient être entendues » comme Underneath the Stars et Forever. Lors d'une interview avec MTV, Carey dit à propos de l'album : « Il y a beaucoup de chansons dont je suis heureuse qu'elles voient le jour. Je pense que les gens vont aimer Greatest Hits car il y a des chansons qui ne sont pas forcément des singles ».

## Structure musicale
Le premier numéro un de la compilation est Vision of Love. Il est le premier single de Carey et la chanson qui l'a projetée sur le devant de la scène. Elle est acclamée par les critiques et est considérée comme une influence de la popularisation du mélisme (?) tout au long des années 1990,. Trois autres chansons sont issues de son premier album, Love Takes Time, Someday et I Don't Wanna Cry. Le cinquième single, Emotions, est issu de l'album du même nom. Aucun autre single de Emotions n'apparaît dans la programmation. Une autre chanson présente dans #1's est la reprise de I'll Be There des Jackson Five et le premier single de MTV Unplugged. Les singles de Music Box sortis en 1993 apparaissent sur la compilation. Dreamlover, le septième numéro un, est le premier single de Music Box. La chanson est restée numéro un pendant huit semaines et est décrite comme une « pièce menue de la pop » (?) et représente un côté de Carey plus commercial que la « plus ambitieuse » Vision of Love. La chanson est le début de la maturité vocale de Carey et est considérée comme une chanson notable de sa carrière. Le second single de Music Box, Hero, est l'autre numéro un de l'album. Selon Chris Nickson, Hero est l'une de « ses ballades les plus inspirées ». Le troisième single, la reprise de Without You n'apparaît pas dans la version américaine mais grâce au succès qu'elle a eu en Europe, elle est incluse dans la version internationale.
All I Want for Christmas Is You, le single de Merry Christmas apparaît aussi dans l'édition internationale. La chanson est devenue l'une des chansons les plus vendues par une artiste non asiatique, le single le plus vendu de l'année 1994; il s'est écoulé à 1,1 million d'exemplaires. De plus, All I Want for Christmas Is You est considérée comme « l'une des caractéristiques musicales essentielles de la saison de Noël » et est la seule chanson de Noël à être certifiée plusieurs fois disque de platine aux États-Unis[réf. souhaitée]. Daydream donne trois singles à la compilation. Le premier, Fantasy apparaît dans #1's. Cependant, c'est le remix avec Ol' Dirty Bastard qui y apparaît. C'est une décision personnelle de Carey qui la préfère. La seconde chanson de Daydream est One Sweet Day, son duo avec Boyz II Men. La chanson est restée numéro un pendant seize semaines et est un le numéro un le plus long de l'histoire du Hot 100. Le troisième single, Always Be My Baby, a passé deux semaines en tête du hit-parade et apparaît donc dans le best of.
L'album le plus récent de Carey à l'époque, Butterfly, a produit deux numéros un. Le premier, Honey, est une transition dans la carrière de Carey : il l'introduit comme artiste hip-hop, et présente des couplets de rap à travers la chanson. La chanson est différente de tout ce que Carey a enregistré et est décrite comme une « musique hip-hop avec une basse florissante ». La seconde chanson de Butterfly, My All a passé une semaine en tête du classement. Carey décrit la chanson comme un « son luxuriant et un style intense ». Écrite par Carey et Walter Afanasieff, elle présente des arpèges de guitare synthétiquement créés par l'utilisation d'un échantillon et des notes de claviers. La chanson est très bien reçue par les critiques et considérée comme « un son R&B moulant qui passe comme un gant ».

### Nouvelles chansons
Carey pense que #1's est un signe de gratitude envers ses fans. L'album contient quatre nouvelles chansons qui ne sont jamais apparues sur d'autres albums. La première est la reprise de Rainy Davis, Sweetheart (1987) qu'elle interprète en duo avec Jermaine Dupri. Dupri a travaillé avec Carey dans le passé, en contribuant sur Daydream, et produit plusieurs remixes hip-hop de ses chansons. Carey parle de l'inspiration de son enregistrement : « Je pensais aux vieilles chansons que j'écoutais quand j'étais à l'école. C'est un beau disque. Les jeunes filles aimeront ce que j'écoutais quand j'étais jeune ». When You Believe est une autre chanson ajoutée à #1's. Selon Carey, la chanson est ajoutée car elle pense que c'est « un miracle » que Houston et elle collaborent sur un disque. Durant le développement de All That Glitters (le film sur lequel elle travaillait à l'époque connu plus tard sous le nom Glitter, elle est présentée au producteur Jeffrey Katzenberg de DreamWorks Records qui lui demande si elle veut enregistrer When You Believe pour la bande originale du film Le Prince d'Égypte. Après avoir vu le film séparément, elles sont d'accord pour participer au projet. Lors d'une interview avec MTV, Carey parle de When You Believe et de sa collaboration avec Whitney Houston :
« C'est une sorte de chanson à message. C'est sur Le Prince d'Egypte, Moïse. Si nous étions venus ensemble sur le tournage, cela aurait été la meilleure solution, et la chose la plus cool pour moi après tous les films car tout le monde pensait que nous étions rivales, elle était juste cool et nous avons passé du bon temps en studio. Nous nous sommes amusées. Et c'était aussi une belle expérience... et le diva-isme bien sûr. »
La chanson est écrite par Stephen Schwartz et Babyface qui ont aussi produit la chanson. Babyface a déjà travaillé avec Carey sur les albums Music Box (1993) et Daydream (1995). Babyface explique comment il s'est acharné sur une version de la chanson et dit que c'est une belle musique de film, quelque chose de différent de ce que Carey ou Houston ont déjà enregistré. Lors d'une interview avec Vibe, Carey dit qu'elle « aime la façon dont elle est faite ». Elle la caractérise par « une très grande ballade mais très inspiratrice » et dément les rumeurs comme quoi il y aurait eu des rivalités entre elle et Houston avant l'enregistrement: « Je ne lui avais jamais parlé avant cela. Il n'y a jamais eu de problèmes entre nous. Les médias en ont fait une rumeur ».
« J'ai beaucoup aimé travailler avec elle. Mariah et moi avons été géniales. Nous n'avions jamais parlé ni chanté ensemble auparavant. Nous avions juste le même sens de la camaderie, chanteur envers chanteur, artiste envers artiste, c'est la moindre des choses. Nous avons ri, parlé, ri, parlé et chanté... C'est bon de savoir que deux dames de la soul peuvent être amies. Nous avons parlé de choses et d'autres, ce qui est cool, car elle est une bonne fille vive. C'est une dame élégante. J'aime vraiment Mariah ».
Carey coécrit et coproduit la chanson Whenever You Call avec son collaborateur Walter Afanasieff pour son album Butterfly. Cependant, pour changer le tempo, Carey décide de refaire un duo avec Brian McKnight car elle trouve qu'elle est l'une des meilleures chansons de Butterfly. Carey dit aussi que la voix de McKnight ajouterait beaucoup et « perfectionnerait la chanson ». McKnight partage les mêmes sentiments en disant : « C'est incroyable d'arriver au studio avec quelqu'un qui a beaucoup de succès et a ce type de disque. Mariah est quelqu'un qui va demander à n'importe qui dans le monde de chanter avec elle, et elle m'a appelé. L'album contient un duo avec Whitney Houston... c'est juste une grande compagnie ».
Une des chansons qu'elle enregistre spécialement pour #1's est I Still Believe de Brenda K. Starr (1988), coproduite par Stevie J. et Mike Mason. À la fin des années 1980, Starr aide Carey à trouver un contrat alors qu'elle est l'une de ses choristes. Dans le livret, Carey écrit que le but de sa reprise est de lui rendre hommage. Selon Carey, la chanson « lui rappelle qu'il n'y a pas longtemps, elle était une adolescente avec une démo, sa voix et son habileté à écrire des chansons. Brenda K. Starr l'a traitée comme une star et lui a donné sa chance ». Une autre chanson que Carey et Stevie J. produisent est Theme from Mahogany (Do You Know Where You're Going To) (1975) de Diana Ross. Elle est la troisième chanson non-originale du best of et paraît seulement dans quelques pays européens à cause de la promotion de l'album de Jennifer Lopez On the 6, dans lequel figure une autre version de cette chanson. Durant une conférence de presse sur la compilation Carey rapporte qu'une version live de Hero pourrait être incluse. Cependant, cette idée est abandonnée.

## Accueil

### Critique
La compilation reçoit des critiques mitigées. #1's reçoit la note de 4 étoiles et demie sur 5 par Heather Phares d'AllMusic. Phares complimente le contenu de l'album, estime que la sélection est trop commerciale mais si belle. De plus, il écrit : « Sa carrière est une extraordinaire succession de numéros un et de records dans l'industrie musicale, tous ses albums ont été certifiés plusieurs fois disque de platine ». Phares commente aussi le DVD en écrivant : « les interviews et menus font de #1's un très bon DVD et plaira sans doute à la légion de fans de Carey ». Mark Bautz d'Entertainment Weekly donne la note B-. Bautz pense que les premières limitations de Carey sont des « chansons homogènes et monotones » et « ont été entendues plusieurs mois à la radio pour les rendre passables, mais la plupart des chansons de #1's ressemblent à un ascenseur ». Même s'il critique la sélection du best of, il complimente My All et le remix de Fantasy en écrivant : « Fantasy (avec O.D.B.) et My All comme les deux meilleures chansons pop des années 1990 ». La compilation reçoit une critique acerbe de NME en écrivant :
« J'ai peur de Mariah Carey. Superficiellement, elle ressemble à une fournisseuse de banalités à l'eau de rose comme Hero... Mais quelle connerie. Vous ne vendez pas 90 millions de disques sauf si vous réservez des surprises pour vos fans... vous pouvez être impartiale, pugnace et avoir des couilles en or... Elle pourrait faire autre chose. Et son arme la plus diabolique est le duo. Ce marché a besoin de révision, elle pourrait faire un duo avec Luther et Whitney... Cette bordure contemporaine a besoin d'affûtage, elle s'accroche au Wu-Tang Clan... Si vous êtes important dans les hits-parades R&B, comme Brian McKnight, elle y est... comme une parasite. Elle détruit la compétition en les trahissant et en leur crachant dessus. »
Lors de sa critique de Greatest Hits en 2001, Sal Cinquemani de Slant Magazine regrette que la compilation soit une collection des chansons les plus commerciales et non les meilleures. Il complimente cependant Greatest Hits et écrit : « C'est comme l'autocongratulation de ses numéros un d'hier, une collection de tous ses records mais les 27 pistes de Greatest Hits correspondent à la propre compilation de la chanteuse ». Dans son guide sur la chanteuse pour The Village Voice, le critique Robert Christgau a certains « choix » et indique : « une bonne chanson sur un album qui vaut votre temps et votre argent ; quelques-uns de mes choix sont arbitrairement personnels et d'autres qui sont inévitablement sociaux, ».

### Commercial
Comme l'ont remarqué les dirigeants de Columbia durant le développement, Eric Boehlert de Rolling Stone note l'importance de la date de sortie de #1's et des autres albums durant cette période : « Les artistes qui ont l'habitude de bien vendre pendant les vacances de Noël ne se mouillent pas, car les ventes montent en flèche. Chaque année c'est pareil ». Marc Shapiro attribue les ventes de la compilation aux nouvelles chansons :
« Le consensus dans la presse musicale est l'insistence de Mariah à inclure de nouvelles chansons qui font toute la différence dans ses records de ventes. En incluant quelques nouveautés avec les vieux hits, quelques artistes ont eu des succès plus ou moins bons, mais le triomphe de #1's, devient un élément régulier des futures compilations. #1's est une rétrospective solide des tubes de Mariah, mais comme ses chansons ont été surdiffusées à la radio, une ou deux pistes favorites peuvent donner le change. Les nouvelles chansons sont définitivement des os qui n'augmenteront pas son niveau spectaculaire... elles ajoutent une belle touche mais rien de plus. »
#1's sort la même année que d'autres albums de musiciens comme Garth Brooks, Jewel, Method Man, Ice Cube et Whitney Houston. MTV qualifie le 17 novembre « de ce qui va devenir un super mardi pour l'industrie musicale... la plupart des spectateurs que cette première semaines de ventes ne représente rien mais ils vous diront qu'elle est très importante ». #1's entre à la quatrième place du Billboard 200 en se vendant à 221 000 exemplaires. Au bout de la sixième semaine (2 janvier), la compilation se vend à 360 000 unités. Elle reste dans le top 20 pendant treize semaines et dans le hit-parade pendant 62. Au Canada, #1's est certifiée triple disque de platine par la Canadian Recording Industry Association (CRIA) pour la vente de 300 000 exemplaires.
En Europe, les best of rencontre beaucoup de succès et atteint le top 10 de plusieurs pays. En 2003, il est certifié double disque de platine par l'International Federation of the Phonographic Industry (IFPI) pour la vente de deux millions d'exemplaires à travers l'Europe. En France, #1's est certifiée double disque de platine pour la vente de 732 400 exemplaires. La compilation est certifiée disque de platine en Belgique, Espagne, Suède, Suisse et Royaume-Uni où elle se vend à 300 000 unités,,,,. #1's est certifiée disque d'or en Allemagne, Norvège et Pays-Bas. La compilation connaît un grand succès au Japon où elle se vend à 3 250 000 exemplaires en seulement trois mois. #1's est l'album le plus vendu par une artiste non asiatique et certifiée trois fois Million,. Elle est certifiée cinq fois disque de platine par la Recording Industry Association of America (RIAA) pour la vente de cinq millions d'exemplaires. Selon Nielsen Soundscan, elle se serait vendue à 3 703 000 unités. À ce jour, #1's s'est vendue à 20 millions d'exemplaires dans le monde.

## Singles
Sweetheart est le premier single de la compilation. Aux États-Unis, à cause de la faible diffusion radiophonique, Sweetheart atteint la 25e place du Billboard Bubbling Under Hot 100 Singles. Cependant, elle atteint le top 20 en Allemagne et en Suisse,. When You Believe, le second single est le premier de Le Prince d'Égypte et My Love Is Your Love. Elle reçoit une meilleure promotion que Sweetheart et connaît du succès. Elle est numéro deux en Espagne, Norvège, Suède et Suisse et atteint le top 5 en Belgique,, France, Pays-Bas et Royaume-Uni. Au Royaume-Uni, When You Believe devient l'un des plus grands succès de la chanteuse et se vend à 260 000 exemplaires. Même si elle atteint de bonnes places dans les hits-parades, elle n'est que quinzième aux États-Unis. Ce titre obtient une récompense pour la meilleure chanson originale lors de la 71e cérémonie des Oscars. Le troisième single, I Still Believe, rencontre plus de succès que les autres et atteint la quatrième position. Elle est certifiée disque de platine même si elle n'a pas trop de succès en Europe. I Still Believe est cependant septième en Espagne et atteint le top 10 au Canada,.

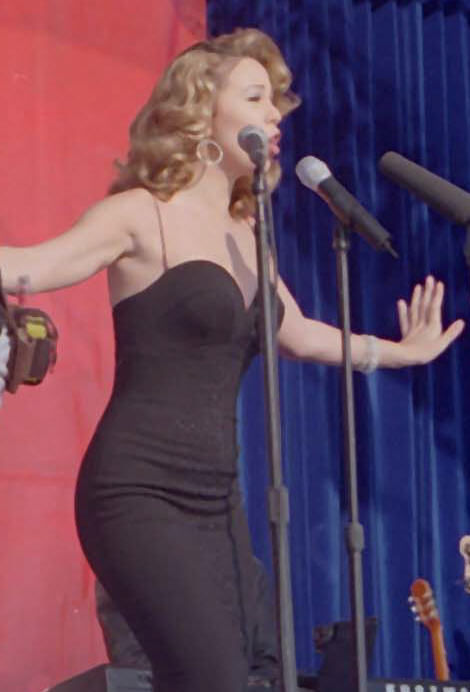
Carey à Edwards Air Force Base lors du tournage du clip de I Still Believe.

Une sortie était prévu pour Whenever You Call en 1999 mais elle n'a pas eu lieu à cause de la parution de Heartbreaker, le premier single de Rainbow. Do You Know Where You're Going To est un single promotionnel au Brésil et dans quelques pays européens. La chanson ne connaît pas de succès. En décembre 1999, Columbia sort le DVD #1's qui contient les clips et les interprétations scéniques de ses numéros un présent sur la compilation ainsi que Heartbreaker qui est devenue numéro un à cette période.

## Prix et récompenses
1998 et 1999 sont de bonnes années pour Carey car elle gagne plusieurs prix. En 1998, elle gagne le World Music Award de « l'artiste la plus rentable des années 1990 » et « l'artiste R&B la plus rentable, ». Carey reçoit le Billboard Music Award de « l'artiste féminine de la décennie ». Aux BMI Music Awards de 1999, elle reçoit le prix de « l'auteur de l'année ». When You Believe est nommée aux Grammy Awards en 2000 dans la catégorie « Meilleure collaboration Pop » et gagne un NAACP Image Award dans la catégorie « Meilleur duo ou groupe ». Elle gagne le prix de la « Meilleure chanson originale » lors de la 71e cérémonie des Oscars. Après la sortie du best of, Carey gagne un Blockbuster Entertainment Award dans la catégorie « Artiste féminine favorite » et aux Soul Train Music Awards dans la catégorie « Interprète de l'année ». #1's gagne un Japan Gold Disc Award dans la catégorie « Album Pop international de l'année ».

## Crédits
| Personnel - Mariah Carey – chant, chœurs - Walter Afanasieff – claviers, synthétiseurs - Dave Hall – synthétiseurs, claviers, programmation des rythmes - Ben Margulies – batteries, claviers, programmation - Babyface – arrangement - Narada Michael Walden – batteries - Dan Shea – batteries, percussion - Ric Wake – programmation des batteries - Rhett Lawrence – claviers - Robert Clivillés – batteries, percussion - Loris Holland – synthétiseurs, claviers, programmation des rythmes - David Cole – claviers - Sean "Puffy" Combs – chœurs, claviers, synthétiseurs - Cory Rooney – programmation des batteries, claviers - Kamall Fareed – programmation, batteries - James T. Alfano – programmation, guitare - Anthony Henderson – guitare, chœurs, claviers - Charles Scruggs – basse, chœurs, claviers - Stevie Jordan – programmation - Cindy Mizelle – chœurs - Mark C. Rooney – chœurs - Melonie Daniels – chœurs - Kelly Price – chœurs - Shanrae Price – chœurs | Production - Mariah Carey – arrangement - Walter Afanasieff – arrangement - Dave Hall – arrangement - Babyface – arrangement - Narada Michael Walden – arrangement, production, arrangement rythmique - Ric Wake – arrangement - Rich Tancredi – arrangement - Patrick Dillett – ingénieur, enregistrement, mixage - Bob Cadway – ingénieur, enregistrement, mixage - Rhett Lawrence – enregistrement, mixage, arrangement - Dana Jon Chappelle – ingénieur, mixage - Missy Elliott – arrangement - Albert Johnson – ingénieur, percussion, basse - David Morales – synthétiseurs, percussion, basse - Bobby Robinson – ingénieur, mixage - Bob Rosa – ingénieur, mixage - David Gleeson – ingénieur - Dana Jon Chappelle – ingénieur - Acar Key – ingénieur - Frank Filipetti – ingénieur - Mark Krieg – ingénieur secondaire - Kirk Yano – ingénieur - Mick Guzauski – mixage - Bob Ludwig – mastering, Gateway Master Studios |

## Liste des titres
| No  | Titre | Auteur | Durée |
| --- | --- | --- | ----- |
| 1.  | Sweetheart (feat Jermaine Dupri)                                                                         | Rainy Davis, Peter Warner                                                                                                  | 4:25  |
| 2.  | When You Believe (Mariah Carey en duo avec Whitney Houston) (bande originale du film Le Prince d'Égypte) | Mariah Carey, Stephen Schwartz, Babyface                                                                                   | 4:36  |
| 3.  | Whenever You Call (Mariah Carey en duo avec Brian McKnight)                                              | Mariah Carey, Walter Afanasieff                                                                                            | 4:23  |
| 4.  | My All                                                                                                   | Mariah Carey, Walter Afanasieff                                                                                            | 3:52  |
| 5.  | Honey | Mariah Carey, Sean J. Combs, Q-Tip, Stevie J., Stephen Hague, Bobby Robinson, Ronald Larkins, Larry Price, Malcolm McLaren | 5:00  |
| 6.  | Always Be My Baby                                                                                        | Mariah Carey, Jermaine Dupri, Manuel Seal                                                                                  | 4:20  |
| 7.  | One Sweet Day (Mariah carey en duo avec Boyz II Men)                                                     | Mariah Carey, Walter Afanasieff, Michael McCary, Nathan Morris, Wanya Morris, Shawn Stockman                               | 4:42  |
| 8.  | Fantasy (Bad Boy Remix feat Ol' Dirty Bastard)                                                           | Mariah Carey, Chris Frantz, Tina Weymouth, Dave Hall, Adrian Belew, Steven Stanley                                         | 4:54  |
| 9.  | Hero | Mariah Carey, Walter Afanasieff                                                                                            | 4:20  |
| 10. | Dreamlover                                                                                               | Mariah Carey, Dave Hall, Walter Afanasieff                                                                                 | 3:54  |
| 11. | I'll Be There (feat Trey Lorenz)                                                                         | Berry Gordy, Bob West, Hal Davis, Willie Hutch                                                                             | 4:25  |
| 12. | Emotions                                                                                                 | Mariah Carey, David Cole, Robert Clivillés                                                                                 | 4:10  |
| 13. | I Don't Wanna Cry                                                                                        | Mariah Carey, Narada Michael Walden                                                                                        | 4:49  |
| 14. | Someday                                                                                                  | Mariah Carey, Ben Margulies                                                                                                | 4:08  |
| 15. | Love Takes Time                                                                                          | Mariah Carey, Ben Margulies                                                                                                | 3:49  |
| 16. | Vision of Love                                                                                           | Mariah Carey, Ben Margulies                                                                                                | 3:31  |
| 17. | I Still Believe                                                                                          | Antonina Armato, Giuseppe Cantarelli                                                                                       | 3:56  |

| 1.  | Sweetheart (avec Jermaine Dupri)                        | Rainy Davis, Peter Warner                                                                                                  | 4:25 |
| 2.  | When You Believe (avec Whitney Houston)                 | Mariah Carey, Stephen Schwartz, Babyface                                                                                   | 4:36 |
| 3.  | Whenever You Call (avec Brian McKnight)                 | Mariah Carey, Walter Afanasieff                                                                                            | 4:23 |
| 4.  | My All                                                  | Mariah Carey, Walter Afanasieff                                                                                            | 3:52 |
| 5.  | Honey                                                   | Mariah Carey, Sean J. Combs, Q-Tip, Stevie J., Stephen Hague, Bobby Robinson, Ronald Larkins, Larry Price, Malcolm McLaren | 5:00 |
| 6.  | Always Be My Baby                                       | Mariah Carey, Jermaine Dupri, Manuel Seal                                                                                  | 4:20 |
| 7.  | One Sweet Day (avec Boyz II Men)                        | Mariah Carey, Walter Afanasieff, Michael McCary, Nathan Morris, Wanya Morris, Shawn Stockman                               | 4:42 |
| 8.  | Fantasy (Bad Boy Remix avec Ol' Dirty Bastard)          | Mariah Carey, Chris Frantz, Tina Weymouth, Dave Hall, Adrian Belew, Steven Stanley                                         | 4:54 |
| 9.  | Hero                                                    | Mariah Carey, Walter Afanasieff                                                                                            | 4:20 |
| 10. | Dreamlover                                              | Mariah Carey, Dave Hall, Walter Afanasieff                                                                                 | 3:54 |
| 11. | I'll Be There (duo avec Trey Lorenz)                    | Berry Gordy, Bob West, Hal Davis, Willie Hutch                                                                             | 4:25 |
| 12. | Emotions                                                | Mariah Carey, David Cole, Robert Clivillés                                                                                 | 4:10 |
| 13. | I Don't Wanna Cry                                       | Mariah Carey, Narada Michael Walden                                                                                        | 4:49 |
| 14. | Someday                                                 | Mariah Carey, Ben Margulies                                                                                                | 4:08 |
| 15. | Love Takes Time                                         | Mariah Carey, Ben Margulies                                                                                                | 3:49 |
| 16. | Vision of Love                                          | Mariah Carey, Ben Margulies                                                                                                | 3:31 |
| 17. | I Still Believe                                         | Antonina Armato, Giuseppe Cantarelli                                                                                       | 3:56 |
| 18. | Without You                                             | Peter Ham, Tom Evans | 3:35 |
| 19. | Theme from Mahogany (Do You Know Where You're Going To) | Michael Masser, Gerald Goffin                                                                                              | 3:47 |
| 20. | All I Want for Christmas Is You (uniquement au Japon)   | Mariah Carey, Walter Afanasieff                                                                                            | 4:01 |

## Classements et certifications
| Pays                     | Position | Certification |
| ------------------------ | -------- | ------------- |
| Allemagne                | 10       | Or            |
| Argentine                | –        | Or            |
| Australie                | 6        | Platine       |
| Autriche                 | 6        | –             |
| Belgique (Nl)            | 11       | –             |
| Belgique (Fr)            | 6        | Platine       |
| Brésil                   | –        | Or            |
| Canada                   | 6        | 3 × Platine   |
| Danemark                 | 6        | –             |
| Espagne                  | 7        | Platine       |
| Europe                   | 5        | 2 × Platine   |
| Finlande                 | 9        | –             |
| France                   | 2        | 2 × Platine   |
| Irlande                  | 10       | –             |
| Italie                   | 6        | –             |
| Japon                    | 1        | 3x Million    |
| Malaisie                 | 1        | –             |
| Norvège                  | 6        | Or            |
| Nouvelle-Zélande         | 13       | 2 × Platine   |
| Pays-Bas                 | 15       | Or            |
| Portugal                 | 10       | –             |
| Royaume-Uni              | 10       | Platine       |
| Suède                    | 8        | Platine       |
| Suisse                   | 3        | Platine       |
| États-Unis Billboard 200 | 4        | 5x Platine    |

| Pays          | Position | Année | Période   |
| ------------- | -------- | ----- | --------- |
| Australie     | 43       | 1998  | 1997-1998 |
| Belgique (Nl) | 62       | 1998  | 1997-1998 |
| Belgique (Fr) | 55       | 1998  | 1997-1998 |
| Belgique (Fr) | 25       | 1999  | 1998-1999 |
| Pays-Bas      | 62       | 1999  | 1998-1999 |
| Suisse        | 29       | 1999  | 1998-1999 |

### Classements des singles
| 1999                             | Sweetheart       | 125 | –  | 14 | –  | –  | –  | 22 | –  | –  | 18 | –                                                                                                  |
| 1999                             | When You Believe | 15  | 33 | 8  | 13 | 20 | 5  | 5  | 8  | 4  | 2  | - All : Or - AUS : Or - BE : Platine - FR : Or - NO : Platine - SUE : Platine - SUI : Or - ÉU : Or |
| 1999                             | I Still Believe  | 4   | 3  | 58 | 54 | 9  | 33 | 42 | 24 | 16 | 31 | - ÉU : Or                                                                                          |
| "–" Aucune entrée/certification. |                  |     |    |    |    |    |    |    |    |    |    | |

## Compléments